# Morderstwo Yary Gambirasio
Yara Gambirasio (ur. 21 maja 1997 w Brembate di Sopra, zm. 26 listopada 2010 w Chignolo d'Isola) – włoska dziewczynka, uczennica trzeciej klasy gimnazjum w szkole im. Królowej Marii w Bergamo, ofiara szeroko komentowanego przez włoskie media morderstwa.
13-latka zaginęła 26 listopada 2010 w Brembate di Sopra (prowincja Bergamo), gdzie uczestniczyła w zajęciach z gimnastyki artystycznej na lokalnej siłowni. Ciało zostało znalezione trzy miesiące później na nieużytkowanym polu w Chignolo d'Isola, kilka kilometrów od miejsca zamieszkania. Punkt ten znajdował się w pobliżu terenów przemysłowych w dzielnicy Bedeschi, na granicy z gminą Madone, zaledwie kilkaset metrów od policyjnego centrum koordynującego poszukiwania dziewczynki. Zwłoki ukryte były wśród gęstej roślinności. Odkrył je mężczyzna, który przebywał w okolicy i oblatywał model samolotu. 
Za morderstwo skazano na dożywotnie więzienie 47-letniego murarza z Mapello, 44-letniego Massimo Bossettiego (zatrzymano go 16 czerwca 2014). Proces rozpoczął się 3 lipca 2015, a zakończył 1 lipca 2016. Sędzia Sądu Kasacyjnego Mariella de Masellis w akcie oskarżenia ostro wypowiedziała się pod adresem zabójcy: „Nie miał ani krzty miłosierdzia i pozwolił Yarze umrzeć samotnie na polu”. Wyjaśniła, że śledztwo zostało dobrze przeprowadzone. Podczas działań śledczych wykorzystano rzadko stosowaną metodę DNA jądrowego, co było przyczyną obiekcji obrony. 
W raporcie z sekcji zwłok stwierdzono, że Yara odniosła szereg różnych obrażeń, a trzy urazy głowy spowodowały pęknięcia kości twarzy. Reszta ran została prawdopodobnie zadana nożem (żuchwa, szyja, lewa pierś, okolice lędźwi, pośladki, prawa noga, oba nadgarstki). Biegli jako przyczynę śmierci uznali kombinację obrażeń jakie otrzymała zamordowana oraz hipotermii (porzucenie rannej na zimnie). 
Sprawę prowadziła prokurator Letizia Ruggeri (45 lat), która wcześniej zasłużyła się w działaniach przeciw mafii na Sycylii. Śledztwo stało się jedną z najdroższych obław w historii Włoch, m.in. ze względu na pobieranie i badanie ogromnych ilości próbek DNA, jak również analizie danych z wielkiej liczby telefonów komórkowych. Kosztowało około ośmiu milionów euro. Ruggieri podlegała licznym naciskom i presji ze strony władz, w tym posądzeniom o niekompetencję, głównie po wycofaniu zarzutów przeciwko marokańskiemu robotnikowi Mohammedowi Fikri, przez pewien czas podejrzanemu o dokonanie mordu. 
Pogrzeb ofiary odbył się w końcu maja 2011 na cmentarzu przy siłowni, na której trenowała i zgromadził tłumy mieszkańców. 
W 2021, na motywach zdarzeń, powstał włoski film "Yara". Jego reżyserem był Marco Tullio Giordana. 